# ダッキニー語映画
ダッキニー語映画（ダッキニーごえいが、Deccani cinema）は、インドの映画のうちダッキニー語またはハイデラバーディ・ウルドゥー語で製作された映画であり、テランガーナ州ハイデラバードを拠点とする映画産業を指し、「デカンウッド(Deccanwood)」や「ドリウッド(Dollywood)」の通称で知られている。

## 産業構造
ダッキニー語映画が初めて製作されたのは2005年である。同映画産業はダッキニー語話者が居住するデカン高原地帯だけではなく、世界各地のヒンドゥスターニー語圏で人気を集めている。製作費の平均は3万5000ドルから7万5000ドルであり、ヒットすれば30万ドル程度の収益が見込めるとされている。また、映画産業に携わるスタッフや俳優の大半は非ムスリムという特徴がある。
映画は主にダッキニー語で製作されているが、厳密にはハイデラバーディ・ウルドゥー語であり、いくつかの映画ではウルドゥー語の台詞を取り入れて製作している。以前は中央映画認証委員会から「ヒンディー語映画」に分類されていたが、現在では独自の言語映画としての地位を確立している。

## 主な作品
- The Angrez（2005年）
- Hyderabad Nawabs（2006年）
- The Angrez 2（2015年）

## 主な人物
- アドナン・サージド・カーン（英語版）（グル・ダッタ）
- アジズ・ナーセル（英語版）